# Czesław Górecki
Czesław Jan Górecki (ur. 16 maja 1951 r. w Oldrzyszowicach) – polski fizyk, specjalizujący się w fizyce doświadczalnej i fizyce ciała stałego; nauczyciel akademicki.

## Życiorys
Urodził się w 1951 roku w Oldrzyszowicach, koło Lewina Brzeskiego. Po ukończeniu kolejno szkoły podstawowej i średniej podjął studia fizyczne na Wydziale Matematyki, Fizyki i Chemii Wyższej Szkoły Pedagogicznej im. Powstańców Śląskich w Opolu, które ukończył w 1973 roku magisterium. Następnie podjął pracę w Zakładzie, a następnie Katedrze Fizyki Wyższej Szkoły Inżynieryjnej w Opolu (od 1996 roku pod nazwą Politechnika Opolska), z którą związał całe swoje życie zawodowe. W 1982 roku uzyskał stopień naukowy doktora nauk fizycznych w zakresie fizyki ciała stałego na Uniwersytecie Wrocławskim.
W latach 1987–2010 pełnił funkcję kierownika Katedry Fizyki PO. W latach 1992–1996 i 1999–2002 był zastępcą dyrektora Instytutu Matematyki, Fizyki i Chemii PO. Wcześniej w latach 1997–1999 piastował stanowisko pełnomocnika do spraw restrukturyzacji tego instytutu. W latach 2002–2006 był dyrektorem tej jednostki naukowo-dydaktycznej, będąc jej ostatnim w historii kierownikiem, ponieważ w 2006 roku instytut ten został przekształcony w Wydział Edukacji Technicznej i Informatycznej PO. W tym samym roku został powołany na stanowisko jego prodziekana do spraw organizacyjnych (wybrany ponownie w 2007 i 2008 roku). Od 2010 roku po przekształceniu Wydziału Edukacji Technicznej i Informatycznej w Wydział Inżynierii Produkcji i Logistyki PO został jego prodziekanem do spraw organizacyjnych. Funkcję tę sprawował do 2012 roku.